# Оксид молибдена(V)
Оксид молибдена(V) — неорганическое соединение, окисел металла молибдена с формулой Mo2O5, 
тёмно-фиолетовые кристаллы, 
не растворимые в воде.

## Получение
- Разложение гидроксида молибдена(V):

{\displaystyle {\mathsf {2MoO(OH)_{3}\ {\xrightarrow {T}}\ Mo_{2}O_{5}+3H_{2}O}}}
- Разложение оксосолей молибдена:

{\displaystyle {\mathsf {Mo_{2}O(SO_{4})_{2}\ {\xrightarrow {T}}\ Mo_{2}O_{5}+2SO_{2}}}}
{\displaystyle {\mathsf {Mo_{2}O(C_{2}O_{4})_{2}\ {\xrightarrow {T}}\ Mo_{2}O_{5}+4CO}}}

## Физические свойства
Оксид молибдена(V) образует тёмно-фиолетовые кристаллы,
не растворяется в воде.